# Sabre de Wołodyjowski
Le Sabre de Wołodyjowski (en polonais : O Szablę Wołodyjowskiego) est une compétition annuelle de la coupe du monde d'escrime créée en 1955, qui se dispute au sabre dans la ville de Varsovie, en Pologne. En 2018, le tournoi en était à sa 63e édition. Le Sud-Coréen Gu Bon-gil en est le tenant du titre.

## Historique
La première édition du tournoi remonte à 1955, ce qui en fait un des plus anciens tournois d'escrime encore disputé de nos jours, et l'un des trois tournois de la coupe du monde d'escrime qui se déroulent en Pologne, avec le tournoi de fleuret de Gdańsk (la Coupe de la Cour d'Artus) et la défunte coupe Rektor à l'épée féminine.
Le prix, un sabre commémoratif décoré, tire son origine de Michał Wołodyjowski, un personnage de fiction de la littérature polonaise, maître du Szabla (un sabre de cavalerie polonais) décrit dans trois romans comme la plus fine lame de son temps à l'époque de la république des Deux Nations et inspiré de la figure réelle de Jerzy Wołodyjowski, un noble polonais du clan Korczak. Le Szabla, attribut de la noblesse et de la cavalerie, trouve un écho moderne dans la pratique du sabre d'escrime, lui-même inspiré des charges de cavalerie.
Jusqu'au démantèlement de l'Union soviétique, le tournoi est le théâtre de la lutte entre les équipes de l'URSS et de la Hongrie pour la suprématie internationale. Entre 1963 et 1990, 8 des 28 titres en individuel leur échappent, dont trois reviennent au pays hôte, la Pologne. Par équipes, la domination est encore plus sévère puisqu'entre 1955 et 1989, seuls 5 des 35 tournois sont remportés par une équipe autre. La Pologne gagne quatre titres, l'Italie un seul.
Durant les premières années suivant la chute de l'Union soviétique, le tournoi est dominé par les tireurs d'Europe occidentale, les escrimeurs russes et hongrois en particulier n'y prenant plus part pour une raison inconnue. Laurent Couderc remporte le trophée à deux reprises. Entre 1996 et 2013, ces sabreurs d'Europe de l'est font leur retour, remportant douze des seize éditions du trophée. Parmi ces vainqueurs, Stanislav Pozdniakov porte le record de victoires (après 1991) à trois unités. Entre 2015 et 2018, la domination de la Corée du Sud sur le sabre international se traduit par quatre victoires successives dans le tournoi de Varsovie. Gu Bon-gil, en 2018, égale le record de trois victoires de Pozdniakov.

## Palmarès
Palmarès de toutes les éditions du tournoi.
| Éd.  | Vainqueurs             | Vainqueurs       |
| Éd.  | Individuel             | Par équipes      |
| ---- | ---------------------- | ---------------- |
| 2023 | Krzysztof Kaczkowski   | Corée du Sud     |
| 2020 | Áron Szilágyi          | France           |
| 2019 | Eli Dershwitz          | Italie           |
| 2018 | Gu Bon-gil             | Corée du Sud     |
| 2017 | Kim Jung-hwan          | Roumanie         |
| 2016 | Gu Bon-gil             | États-Unis       |
| 2015 | Gu Bon-gil             | France           |
| 2014 | Aldo Montano           | Non disputé      |
| 2013 | Aliaksandr Buikevich   | Non disputé      |
| 2012 | Aleksey Yakimenko      | Non disputé      |
| 2011 | Aleksey Yakimenko      | Non disputé      |
| 2010 | Nicolas Limbach        | Non disputé      |
| 2009 | Rareș Dumitrescu       | Non disputé      |
| 2008 | Zhong Man              | Non disputé      |
| 2007 | Kim Jung-hwan          | Non disputé      |
| 2006 | Jaime Martí            | Non disputé      |
| 2005 | Stanislav Pozdniakov   | Italie           |
| 2004 | Dmitri Lapkes          | Non disputé      |
| 2003 | Stanislav Pozdniakov   | Non disputé      |
| 2002 | Compétition annulée    | Non disputé      |
| 2001 | Sergey Sharikov        | Non disputé      |
| 2000 | Zsolt Nemcsik          | Non disputé      |
| 1999 | Stanislav Pozdniakov   | Non disputé      |
| 1998 | Vadim Hutzeit          | Non disputé      |
| 1997 | Norbert Jaskot         | Non disputé      |
| 1996 | Damien Touya           | Non disputé      |
| 1995 | Laurent Couderc        | Non disputé      |
| 1994 | Jean-Philippe Daurelle | Non disputé      |
| 1993 | Marco Marin            | Non disputé      |
| 1992 | Jean-François Lamour   | Non disputé      |
| 1991 | Laurent Couderc        | Non disputé      |
| 1990 | György Nébald          | Non disputé      |
| 1989 | Heorhiy Pohosov        | Hongrie          |
| 1988 | György Nébald          | Hongrie          |
| 1987 | Bence Szabó            | Union soviétique |
| 1986 | Marco Marin            | Union soviétique |
| 1985 | Vasil Etropolski       | Union soviétique |
| 1984 | Andreï Alchan          | Union soviétique |
| 1983 | Vasil Etropolski       | Union soviétique |
| 1982 | Tadeusz Piguła         | Pologne          |
| 1981 | Pál Gerevich           | Hongrie          |
| 1980 | Imre Gedővári          | Union soviétique |
| 1979 | Imre Gedővári          | Union soviétique |
| 1978 | Alexandru Nilca        | Hongrie          |
| 1977 | Imre Gedővári          | Hongrie          |
| 1976 | Vladimir Nazlymov      | Union soviétique |
| 1975 | Viktor Sidyak          | Union soviétique |
| 1974 | Viktor Sidyak          | Union soviétique |
| 1973 | Vladimir Nazlymov      | Union soviétique |
| 1972 | Péter Marót            | Union soviétique |
| 1971 | Péter Marót            | Union soviétique |
| 1970 | Jerzy Pawłowski        | Union soviétique |
| 1969 | Vladimir Nazlymov      | Union soviétique |
| 1968 | Alex Urban             | Union soviétique |
| 1967 | Oumiar Mavlikhanov     | Union soviétique |
| 1966 | Oumiar Mavlikhanov     | Union soviétique |
| 1965 | Emil Ochyra            | Hongrie          |
| 1964 | Miklós Meszéna         | Hongrie          |
| 1963 | Oumiar Mavlikhanov     | Hongrie          |
| 1962 | Non disputé            | Hongrie          |
| 1961 | Non disputé            | Pologne          |
| 1960 | Non disputé            | Pologne          |
| 1959 | Non disputé            | Pologne          |
| 1958 | Non disputé            | Italie           |
| 1957 | Non disputé            | Hongrie          |
| 1956 | Non disputé            | Hongrie          |
| 1955 | Non disputé            | Hongrie          |